# Uncinia clavata
Uncinia clavata är en halvgräsart som först beskrevs av Georg Kükenthal, och fick sitt nu gällande namn av Bruce Gordon Hamlin. Uncinia clavata ingår i släktet Uncinia och familjen halvgräs. Inga underarter finns listade i Catalogue of Life.